# جرانفيل وودز
جرانفيل وودز (بالإنجليزية: Granville Woods)‏ هو مخترع من الولايات المتحدة الأمريكية. حصل على براءة اختراع القطار الكهربائي الذي ظهر للمرة الأولى في تاريخ البشرية بعد سنوات من ظهور القطار البخاري، وكان لهذا الاختراع الأثر الكبير في التقدم الذي حصل للآن.
ولد في 23 أبريل 1856، وتوفي في 30 يناير 1910.